# Ylfete Fanaj
Ylfete Fanaj (ur. 11 lipca 1982 w Prizrenie) – szwajcarska polityczka pochodzenia albańskiego, członkini Rady Kantonu Lucerna (niem. Kantonsrat) oraz Rady Wykonawczej Kantonu Lucerna (niem. Regierungsrat). Pierwsza kobieta narodowości albańskiej, która uzyskała mandat do rady kantonu.

## Życiorys
Urodziła się w 1982 roku w Prizrenie, do Szwajcarii wyemigrowała w roku 1991, dołączając do rodziny; uczyła się w szkole w Sursee.
W 2007 roku dołączyła do Socjaldemokratycznej Partii Szwajcarii oraz zasiadła w Radzie Kantonu Lucerna. W latach 2011–2023 należała do rady kantonu Lucerna; pełniła w radzie funkcję wiceprzewodniczącej, a w latach 2020–2021 przewodniczącej.
W 2023 roku zasiadła w Radzie Wykonawczej Kantonu Lucerna.